# Marie-Aurélie Castel
Pas d'image ? Cliquez ici

a Compétitions nationales et continentales officielles uniquement.

b Matchs officiels uniquement.
Marie-Aurélie Castel, originaire de Gouesnou, dans le Finistère, née le 15 juillet 2000, est une joueuse internationale française de rugby à XV. Elle évolue au poste de centre ou d'ailière au Stade rennais rugby et dans le XV de France féminin.

## Biographie

### Jeunesse et formation
Originaire de Gouesnou, dans le Finistère, Marie-Aurélie Castel naît le 15 juillet 2000. Elle pratique la danse classique, avant de faire du basket et de l'aïkido.
Elle commence le rugby à l'âge de 16 ans, au lycée naval de Brest, dans le cadre de l'UNSS. Elle s'inscrit ensuite au Rugby club Plabennec, qui fait partie de l'entente « Féminines du Pays de Brest »,. En mars 2018, elle rejoint en stage à Marcoussis la sélection des 100 meilleures cadettes de France. Cette année-là, avec l'Association des féminines du pays de Brest, elle est sacrée championne de France cadette de rugby à sept,. En 2018, elle décide de préparer une licence « ergonomie sport et performance motrice » à l’université Rennes 2. Elle signe alors à XV, au Stade rennais rugby.
Sélectionnée pour la première fois en équipe de France à XV des moins de 20 ans, elle est titulaire contre l'Angleterre le 9 mars 2019, à Strasbourg (victoire française, 31-12). Elle est à nouveau titulaire contre l'Angleterre le 17 mars à Newbury, où elle marque un essai (victoire française, 14-40).
Début juillet 2019, avec l'équipe de France universitaire de rugby à sept, elle obtient une médaille d'argent à l'Universiade d'été, à Naples. Fin juillet, avec l'équipe de France de rugby à sept, elle décroche une autre médaille d'argent, au Seven's Grand Prix Series, en Ukraine,.

### Internationale de rugby à XV
Toujours en 2019, elle est appelée dans le groupe de l'équipe de France senior à XV. Le 16 novembre, elle connaît sa première sélection, en tant que remplaçante, face à l'Angleterre, mais elle n'entre pas sur le terrain (victoire anglaise, 17-15). Le 8 février 2021, elle joue remplaçante contre l'Italie (victoire française 45-10). Le 6 novembre, elle est titulaire pour la première fois, à l'aile gauche, face à l'Afrique du Sud (victoire française, 46-3). Le 20 novembre, titulaire à l'aile gauche face aux Black Ferns de Nouvelle-Zélande, elle marque deux essais (victoire française, 29-7).